# Lac Deer
Pour les articles homonymes, voir Deer Lake.
Le lac Deer (en anglais : Deer Lake) est un lac américain dans le comté de Shasta, en Californie. Il est situé à 2 023 mètres d'altitude au sein de la Lassen Volcanic Wilderness, dans le parc national volcanique de Lassen.